# 盈江斑果藤
盈江斑果藤是典型的亚洲热带特有属藤本植物，斑果藤属植物新种，喜好爬附其他树木之上，于云南德宏盈江第一次发现。